# Tanacu
Tanacu è un comune della Romania di 2 337 abitanti, ubicato nel distretto di Vaslui, nella regione storica della Moldavia. 
Il comune è formato dall'unione di 2 villaggi: Benești e Tanacu.
Nel 2004 si sono staccati da Tanacu i villaggi di Muntenii de Sus e Satu Nou, andati a formare il comune di Muntenii de Sus.